# Wesley (Iowa)
Wesley és una població dels Estats Units a l'estat d'Iowa. Segons el cens del 2000 tenia 467 habitants.

## Demografia
Segons el cens del 2000, Wesley tenia 467 habitants, 189 habitatges, i 130 famílies. La densitat de població era de 310,9 habitants/km².
Dels 189 habitatges en un 29,6% hi vivien nens de menys de 18 anys, en un 56,6% hi vivien parelles casades, en un 7,9% dones solteres, i en un 31,2% no eren unitats familiars. En el 29,6% dels habitatges hi vivien persones soles el 17,5% de les quals corresponia a persones de 65 anys o més que vivien soles. El nombre mitjà de persones vivint en cada habitatge era de 2,47 i el nombre mitjà de persones que vivien en cada família era de 3,04.
Per edats la població es repartia de la següent manera: un 27,8% tenia menys de 18 anys, un 4,9% entre 18 i 24, un 25,7% entre 25 i 44, un 18,8% de 45 a 60 i un 22,7% 65 anys o més.
L'edat mediana era de 39 anys. Per cada 100 dones de 18 o més anys hi havia 92,6 homes.
La renda mediana per habitatge era de 39.688 $ i la renda mediana per família de 47.500 $. Els homes tenien una renda mediana de 30.568 $ mentre que les dones 21.250 $. La renda per capita de la població era de 19.225 $. Entorn del 6,3% de les famílies i l'11% de la població estaven per davall del llindar de pobresa.

## Poblacions més properes
El següent diagrama mostra les poblacions més properes.